# Pastèque (logiciel)
Pour les articles homonymes, voir Pastèque (homonymie).
Pastèque est une suite de logiciels pour la gestion de point de vente (POS). Il se compose de 3 logiciels : Pastèque-Server (backoffice), Pastèque-Desktop (interface de vente en Java) et Pastèque-Android (interface de vente pour Android).

## Caractéristiques

### Pastèque-Desktop
Pastèque-Desktop est développé en Java 1.6.
Pastèque est conçu pour fonctionner sur un ordinateur de bureau classique ou avec du matériel plus spécifique comme un écran tactile. Si l'interface de vente est utilisable uniquement en tactile, l'interface de gestion nécessite quant à elle un clavier pour une saisie confortable.
Le logiciel supporte les lecteurs de code-barres pour la saisie des produits, les imprimantes à tickets, l'afficheur client et l'ouverture automatique du tiroir caisse à l'encaissement d'espèces ainsi que certaines balances.
L'interface de vente présente le catalogue des produits groupés par catégories. Le ticket se construit en sélectionnant les produits du catalogue ou en saisissant le code-barre des produits manuellement ou avec une douchette. Le pavé numérique (à l'écran ou sur le clavier physique) contrôle les quantités.
Les tickets peuvent être assignés à un client enregistré, découpés en plusieurs ou mis en attente. Dans le mode restaurant un ticket est assigné à une table, il est alors déplaçable d'un emplacement à un autre.
Le paiement s'effectue en liquide, par chèque, carte bleue, coupons, offert ou en dette client. Plusieurs modes de paiements de montants variables peuvent être effectués sur un même ticket voir divisé automatiquement en plusieurs parts de montant égal.

### Pastèque-Android
Pastèque-Android est écrit en technologies native Android. Il s’installe sur les tablettes Android de version 4 et supérieure.

### Pastèque-Server
Accessible via un navigateur web, l’interface de gestion permet de gérer plusieurs points de vente à la fois.
L'interface de gestion comprend l'édition du catalogue, la gestion des comptes clients, du stock et des entrepôts, des taxes à taux variable dans le temps ainsi que divers rapports de vente.
Actuellement, les logiciels Pastèque-Desktop et Pastèque-Android communiquent via une API HTTP REST en JSON avec Pastèque-Server.
Cette API est le cœur du projet. Si pour gagner du temps il a été mélangé API et Backoffice, il est prévu par l'équipe de la Scil d' arrêter.
Le Futur de Pastèque-Sever se dirige à terme vers deux logiciels : Pastèque-Admin (BackOffice) et Pastèque-API (API)
Les nouveaux logiciels s’intégreront avec Pastèque-Server pour ne pas avoir de recul fonctionnel.
Les évolutions continuent à être réalisées sur Pastèque-Server en attendant la fin de la transition. Il fut réalisé par Scil pour y intégrer quelques correctifs ainsi qu'une meilleure gestion des boutons pour l'interface tactile.

## Historique
Pastèque est un fork du projet Openbravo POS alors à l'abandon réalisé début 2012. Il fut réalisé par Scil pour y intégrer quelques correctifs ainsi qu'une meilleure gestion des boutons pour l'interface tactile.
Le développement se poursuit depuis lors avec l'ajout de nouvelles fonctionnalités et apport de correctifs.
À partir de mars 2013, POS-Tech est devenu Pastèque.

### Historique des versions et fonctionnalités principales
Les noms de code puis numéros de version, à partir de 4, suivent les versions du schéma de base de données.
- 1.0, nom de code Abricot, publiée le 16 avril 2012 : boutons définis en pouces pour l'interface tactile, logo et splash screen
- 1.1, nom de code Banane, publiée le 27 aout 2012 : ouverture manuelle de la caisse, division d'un paiement en parts égales, améliorations d'interface
- 1.2, nom de code Cerise, publiée le 28 mars 2013 : compte des couverts, historique client, réductions automatiques, changement de nom pour Pastèque
- 1.3,  nom de code Datte, publiée le 15 octobre 2013 : compositions, zones tarifaires, multi-devises, cartes pré-payée, import de stock par tableur
- 1.4 puis 4 (nouvelle numérotation), nom de code Datte, publiée le 18 février 2014 : Création d'un installateur, nouvelles icônes, affichage automatique du nombre de client à l’ouverture de la table, affichage du nombre de client sur le plan du restaurant, accélération de la recherche de ticket
- 5, nom de code Etrog, publiée le 28 août 2014. Apparition de Pastèque-Server et Pastèque-Android. L’administration de Pastèque depuis Pastèque-Desktop est abandonnée
- 5.1, nom de code Etrog, publiée en février 2015 . Améliorations dans l’interface de gestion.